# Сульфат (станція)
Сульфат (рос. Сульфат) — станція Улан-Уденського регіону Східносибірської залізниці Росії, розташована на дільниці Заудинський — Наушки між станціями Убукун (відстань — 25 км) і Загустай (12 км). Відстань до ст. Заудинський — 108 км, до державного кордону — 145 км.